# Antoni Verdaguer
Antoni Verdaguer (Tarrasa, Barcelona, España, 1954) es un escritor y director de cine español.

## Biografía
Se formó en los ambientes del cine-club local y del cine amateur e independiente, de gran tradición en su ciudad natal. Realizando  más de treinta cortometrajes – documentales y ficción – en los formatos Super 8mm y 16mm.
En 1972 obtuvo una beca que le permitió cursar estudios en París en el Conservatoire Libre du Cinema Français, licenciándose en dirección cinematográfica en  1976.
El mismo 1976 se incorpora al mundo profesional como ayudante de dirección o director de producción de numerosas películas y series para televisión, trabajando con Eloy de la Iglesia, Antonio Drove, Josep Maria Forn, Antoni Ribas, Ventura Pons, Francesc Bellmunt, Luc Béraud o Francesco Rosi, entre otros.
Ha dirigido numerosos cortometrajes, obteniendo con dos de ellos – Una mañana cualquiera (1981) y Hablad después de oír la señal (1982)  - los premios “Sant Jordi” de la crítica, “Mikeldi de oro” en el Festival de Bilbao y “Especial calidad” del Ministerio de Cultura.
También ha dirigido documentales, espots publicitarios, videos industriales o institucionales, programas y series televisivas y la puesta en escena de un montaje de la ópera Nabucco de Verdi, además de los siguientes largometrajes:
- El escote, con Laura Conti, Abel Folk y Ferrán Rañé (Ópalo films, 1987)
- La telaraña, con Amparo Soler Leal, Fernando Guillén, Sergi Mateu (Floc cinema/vídeo, 1990)
- Havanera 1820, con Aitana Sánchez-Gijón, Fernando Guillén Cuervo, Assumpta Serna (Imatco/ICAIC, 1992/93)
- Don Jaime, El Conquistador, con Joan Borrás, Amparo Moreno, Eva León... (Figaró films/Lauren films, 1994)
- Pareja de tres, con Carmen Maura, Rosa Mª Sardá, Emilio G.Caba (In Vitro/Filmax, 1995)
- Mujeres y hombres, con Sílvia Munt, Pep Antón Muñoz, Abel Folk (In Vitro/TV3, 1996)
- Raval, Raval…, con personajes del barrio del Raval de Barcelona (Iris Star, 2006)
- Tendiendo puentes, largometraje documental/ficción sobre el “Pla de Barris” de Tarrasa (Ayuntamiento de Tarrasa/Rol, 2007)
- Cinemacat.cat, largometraje documental sobre el cine hecho en Catalunya, con intervención de 58 directores y productores catalanes. (Yakima Films/Rol, 2008)
- Morir sin morir, mezcla de ficción y documental alrededor de la muerte digna (Setmàgic/Rol, 2009)

También es autor de los libros “Tú sí que tienes una buena película (2001) un anecdotario de 25 años de rodajes, y Raval literari (2005), título este vinculado con el largometraje que situó en el Raval de Barcelona.